# アレン明亜莉クレア
アレン 明亜莉 クレア（アレン めあり クレア、2015年6月2日 - ）は、日本の子役である。テアトルアカデミー所属。2024年度からNHKのSDGsこどもユニットミドリーズの2期生に加入した。

## 人物
- 趣味・特技は、フラフープ。
- アメリカ人と日本人のハーフであり、バイリンガルである。
- 特技は英語である[1]。
- Instagramで話題となりインスタグラマーとしても知られている[2][3]。
- ウィリアム・アレンという4歳年下の弟がおり、こちらは、シュガー＆スパイスに所属している。*インスタグラム　-　弟とのツーショット
- 出生直後に父親が初孫の顔を見にやって来る祖母の迎えをしていた所、テレビ東京のYOUは何しに日本へ?の取材に遭い密着取材に応じた。

## 出演

### 過去の出演
- えいごであそぼ with Orton（2021年3月29日 - 2023年4月1日) - レギュラー・MARY 役
- いないいないばあっ! - 2017年上半期レギュラー
- めざましテレビ (2017年12月20日) - みたもんチェック「インスタキッズ特集」に出演[4]
- 天才!志村どうぶつ園 (2018年6月16日)[5]
- 7.2 新しい別の窓 (2019年10月6日)[6][7]・
- かわいいちゃんねる (2020年2月14日)[8]
- 審査員長・松本人志 (2020年9月5日)[9]
- パニパニパイナ！2 (2021年2月7日 -、BSスカパー) - ヒロロン役[10][11]
- 今夜くらべてみました (2021年6月9日)[12]
- のとく番
- 仮面ライダーセイバースピンオフ 仮面ライダーサーベラ&仮面ライダーデュランダル（2022年11月20日、東映特撮ファンクラブ） - 幼い玲花 役
- ほんとにあった怖い話 夏の特別編2023（2023年8月20日、フジテレビ) - ほん怖クラブメンバー

### CM／広告／スチール
- 大王製紙「GOO.Nふわさら広場」[1]
- ベネッセ「こどもちゃれんじクリスマス」[1]
- ジョンソンエンドジョンソン[1]
- アガツマ「アンパンマンよみかきカラーキッズタブレットDX」(パッケージ)[1]
- 日産自動車「にっちゃんMOM'sMUSIC」[1]
- 『西友LINE』[1]
- 柏屋「檸檬」[13]
- マルサンアイ「鮮度みそ」[14]
- コニカミノルタ「Magonote(マゴノテ) マーケ組織のここが変わった！Magonote SCHOOL」[15]

## 本・雑誌
- 赤すぐ (2016年3月号 | リクルート)[16]
- すくすく応援団＆Baby (2017冬号、2018春号 | 生協)[1]
- ぷっちぐみ

## その他
- こどもちゃれんじEnglish